# フィリップ・フォン・デア・ライエン
フィリップ・フランツ・ヴィルヘルム・イグナーツ・フォン・デア・ライエン・ウント・ホーエンゲロルツエック（Philipp Franz Wilhelm Ignaz Reichsgraf und Fürst von der Leyen und zu Hohengeroldseck, 1766年8月1日 - 1829年11月23日）は、ドイツの諸侯。身分は帝国伯に過ぎなかったが、1806年侯（フュルスト）に昇格、ライエン侯となった。1806年より1815年までの間、ライン連邦下の構成国の1つライエン侯国の統治者だった。その地位は、母方伯父でマインツ選帝侯・ライン連邦首位諸侯のカール・テオドール・フォン・ダールベルクとの血縁によるところが大きい。

## 生涯
帝国伯フランツ・カール・フォン・デア・ライエンとその妻マリアンネ・フォン・ダールベルクの長男として生まれた。1775年に父が死ぬと、9歳のフィリップに代わって母マリアンネが家領ブリースカステルの摂政となり、フィリップの親政は13年後の1791年になってようやく実現した。1781年、エアフルトの科学アカデミーの会員となった。1788年5月15日ポンマースフェルデンにて、伯爵令嬢ゾフィー・テレーゼ・フォン・シェーンボルン＝ヴィーゼントハイト（1772年 - 1810年）と結婚。1794年、フランス革命軍の侵攻を逃れて家族とともにライン右岸のフランクフルト・アム・マインに移った。
フィリップは1795年及び1798年の手紙に次のように書いている、「帝国領に属する私の領地が敵に占領されたことで、私は[…]とても数えきれないほどの甚大な経済的損害をこうむりました[…]」。彼はレーゲンスブルクの帝国金庫に対し、私領を敵国に占拠されたことに伴う1792年から1796年までの自身の金銭的損害は、182万3405フローリンにのぼる、との見積書を送り付けている。見積書の損害リストからは、当時のライエン伯爵家の歳入が、主にライン左岸の8か所の所領から上がる地代収入、及びライン左岸に建つ9棟の地下ワイン醸造所から上がる収益で成り立っていたことが分かる。
1801年のリュネヴィル条約締結に伴って、ライン左岸地方はフランスに割譲され、ライエン伯家の領地は没収された。レーゲンスブルクの常設帝国議会は、ライエン伯家が第一次対仏大同盟戦争中に帝国防衛にかかった戦費の割り当て分を納めなかったという理由で、同家に補償地をあてがわないことを決定した。伯父の帝国大法官ダールベルクは、1803年よりナポレオンと個人的に交渉を重ねて強いコネクションを築いていたが、哀れな境遇の甥のためにフランス皇帝の力添えを頼んだ。1804年5月10日、「そなたの立派な伯父御に対する尊敬と特別な厚意によって」、領地没収の決定は覆され、フィリップの望んでいた一言「ライン左岸の年5万フランの収益の上がる所領を返還する」がフランス皇帝より言い渡された。
その後、パリでナポレオン皇帝に目通りを許されたライエン伯とダールベルクの別の甥には、皇帝からさらなる好待遇が約束された。ナポレオンが戦争でプロイセンから奪い取ったアイヒスフェルト地方は、フィリップが亡命時代に苦しんだ財政難に対する補償としてあてがわれた。1806年7月12日付で帝国伯から主権を有する侯に昇格し、その領国はライン連邦におけるナポレオンの衛星国の1つに数えられることになった。
1807年、フィリップは再びパリ宮廷に赴き、アイヒスフェルトの領地をエアフルト及び旧ハーナウ伯領の一部に交換してほしいと嘆願した。ナポレオンはフィリップの「際限のない強欲さ」には呆れるとダールベルクに不平を漏らしつつ、1808年のエアフルト会議においてライエン侯に対する20万フランの補償金の支給を決定している。
ナポレオン没落後は、ウィーン会議の裁定でライエン侯国の主権を失い、ホーエンゲロルツエック領をハプスブルク帝国の、1819年からはバーデン大公国の主権下でシュタンデスヘルとして治めるに留まった。
1825年、ドイツ連邦諸侯会議の決定により、ライエン侯の称号には殿下（Durchlaucht）の敬称の使用と長子による相続が認められた。
フィリップは死後、コーバン＝ゴンドルフに建つオーバーブルク城内の小規模な城内礼拝堂に埋葬された。ポーランド人彫刻家カロル・バディナは2002年、ライエン侯家代々の居館となっているフォアブルク城の前に、初代侯フィリップの胸像を制作・設置している。

## 子女
妻との間に1男1女があった。

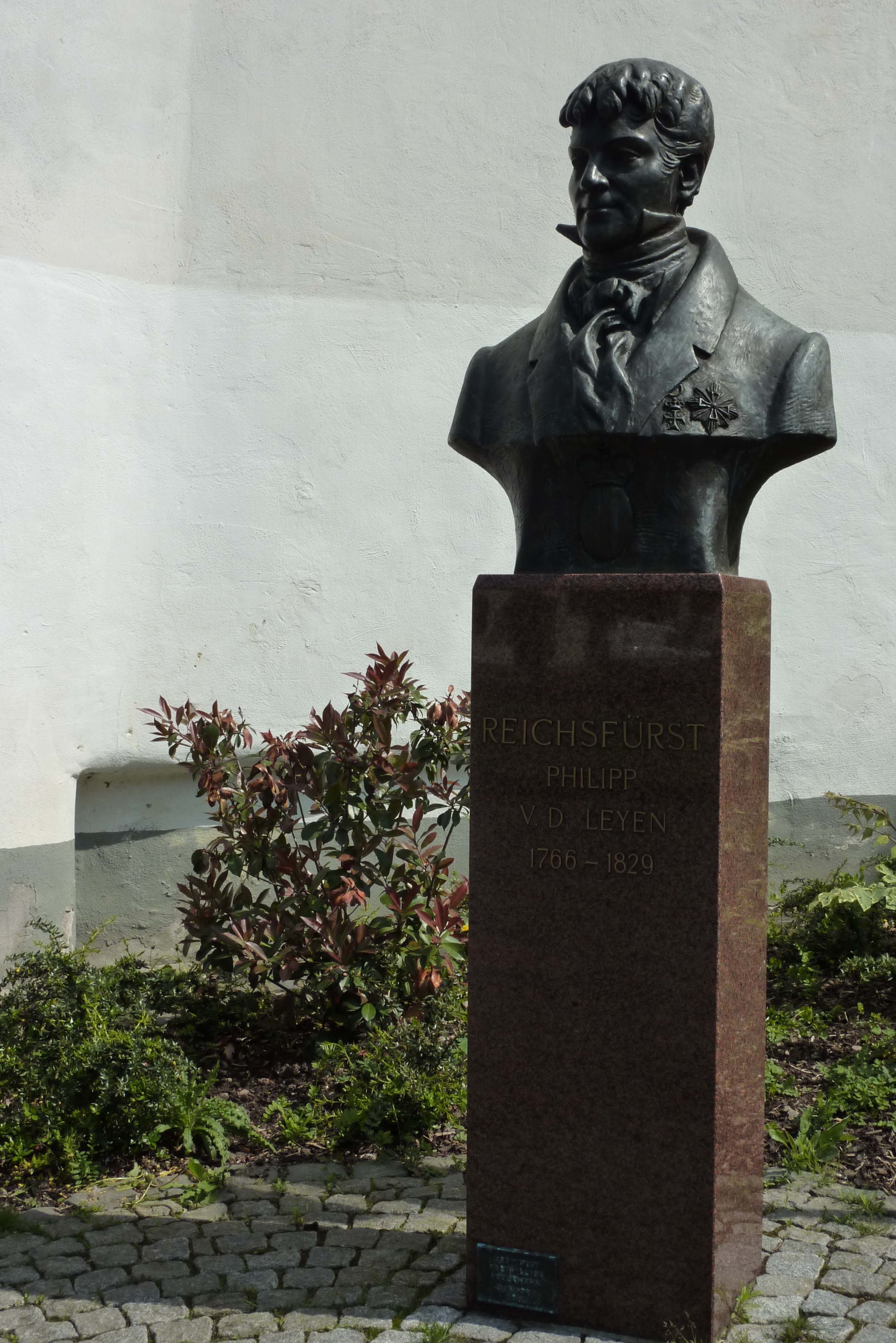
カロル・バディナによるフィリップの胸像

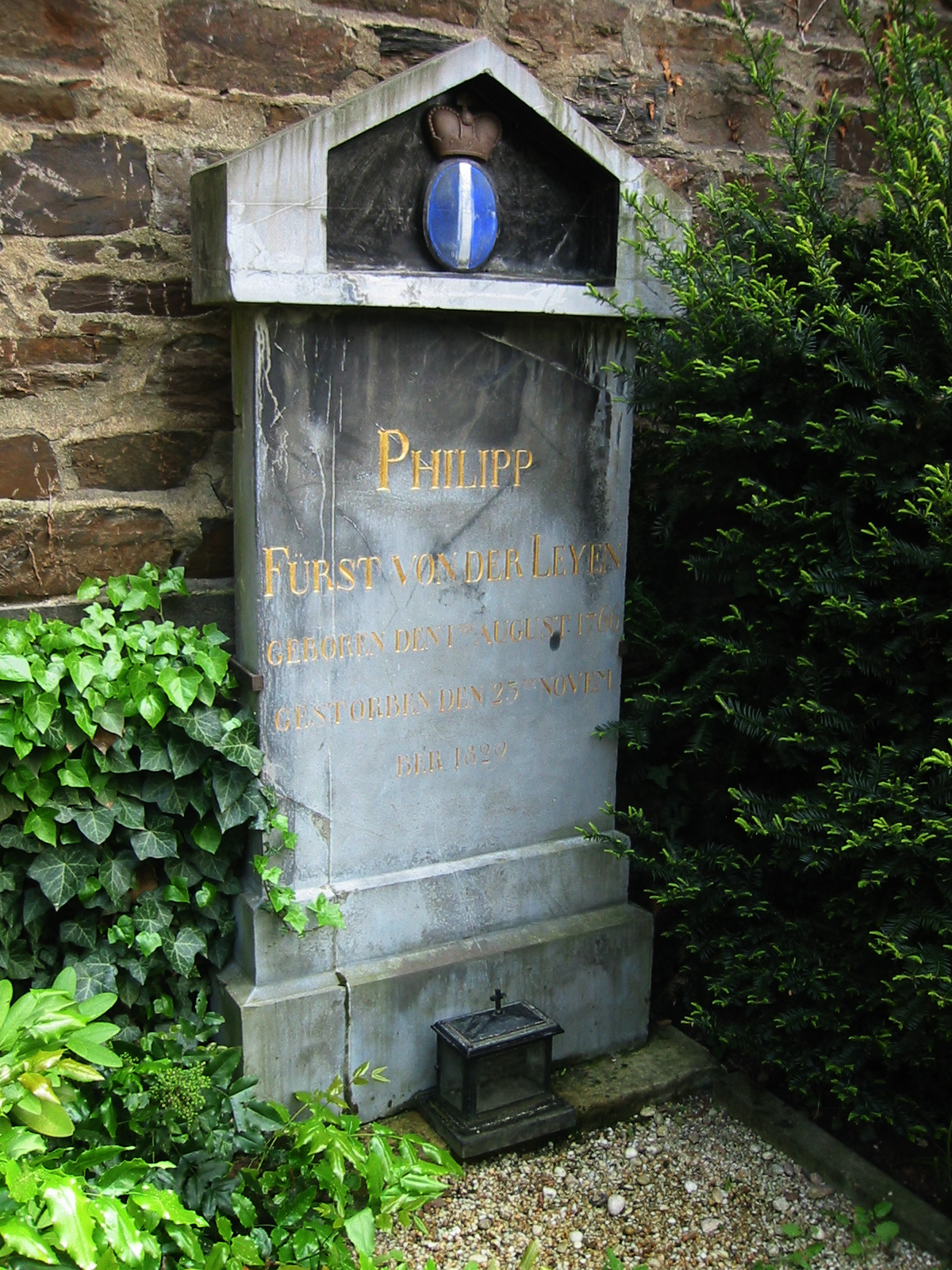
ゴンドルフの聖使徒ヨハネス・カトリック地区教会（St. Johannes Apostel）の北側にあるフィリップの質素な墓

- マリア・アンナ・アマーリエ・テオドーラ・カロリーネ・ゾフィア・ヴァルブルガ（1789年 - 1870年） - フランス外相タレーランの甥の1人との縁談があったが破談となった[2]。1810年、ジョゼフィーヌ皇后のいとこルイ・タシェ・ド・ラ・パジュリ（フランス語版）伯爵と結婚
  - シャルル・タシェ・ド・ラ・パジュリ（フランス語版）（1811年 - 1869年） - 1859年ダールベルク公爵位の相続を認められ、相続後タシェ・ド・ラ・パジュリ公爵に改称
- エルヴァイン・カール・ダミアン・オイゲン（1798年 - 1879年） - ライエン侯

## 引用
1. ↑  Schreiben des Reichsgrafen Philipp von der Leyen und Hohengeroldseck an die Reichsversammlung zu Regensburg 1798. Online bei der Bayerischen Staatsbibliothek
2. 1 2  Konrad M. Färber: Kaiser und Erzkanzler. Carl von Dalberg und Napoleon, Regensburg 1994, ISBN 3-927529-51-6, S. 78 ff.
3. ↑  Genealogisches Handbuch des Adels. Walter v. Hueck: Fürstliche Häuser Band X. Limburg a. d. Lahn 1978, S. 271.
4. ↑  Otto von Czarnowsky: Die Mosel und ihre nächste Umgebung von Metz bis Coblenz, Koblenz 1841, S. 242. Online bei Google-Books